# Worstelen op de Olympische Zomerspelen 1972
Worstelen is een van de sporten die beoefend werden tijdens de Olympische Zomerspelen 1972 in München.

## Heren

### Grieks-Romeins

#### licht vlieggewicht (tot 48 kg)
| rang   | sporter           | land |
| ------ | ----------------- | ---- |
| Goud   | Gheorghe Berceanu | ROU  |
| Zilver | Rahim Aliabadi    | IRI  |
| Brons  | Stefan Angelov    | BUL  |
| 4      | Raimo Hirvonen    | FIN  |
| 5      | Kazuharu Ishida   | JPN  |
| 6      | Lorenzo Calafiore | ITA  |
| 7      | Bernd Drechsel    | GDR  |
| 8      | Günter Maas       | FRG  |

#### vlieggewicht (tot 52 kg)
| rang   | sporter            | land |
| ------ | ------------------ | ---- |
| Goud   | Petar Kirov        | BUL  |
| Zilver | Koichiro Hirayama  | JPN  |
| Brons  | Giuseppe Bognanni  | ITA  |
| 4      | Jan Michalik       | POL  |
| 5      | József Doncsecz    | HUN  |
| 6      | Miroslav Zeman     | TCH  |
| 7      | Vassilios Ganotis  | GRE  |
| 8      | Jamsran Munkhochir | MGL  |

#### bantamgewicht (tot 57 kg)
| rang   | sporter          | land |
| ------ | ---------------- | ---- |
| Goud   | Roestem Kazakov  | URS  |
| Zilver | Hans-Jürgen Veil | FRG  |
| Brons  | Risto Björlin    | FIN  |
| 4      | János Varga      | HUN  |
| 5      | Hristo Traikov   | BUL  |
| 6      | Ion Baciu        | ROU  |
| 7      | Ikuei Yamamoto   | JPN  |
| 8      | Józef Lipień     | POL  |

#### vedergewicht (tot 62 kg)
| rang   | sporter              | land |
| ------ | -------------------- | ---- |
| Goud   | Georgi Markov        | BUL  |
| Zilver | Heinz-Helmut Wehling | GDR  |
| Brons  | Kazimierz Lipień     | POL  |
| 4      | Hideo Fujimoto       | JPN  |
| 5      | Djemal Megrelisjvili | URS  |
| 6      | Ion Păun             | ROU  |
| 7      | Martti Laakso        | FIN  |
| 7      | Stylianos Migiakis   | GRE  |

#### lichtgewicht (tot 68 kg)
| rang   | sporter               | land |
| ------ | --------------------- | ---- |
| Goud   | Sjamil Khisamoetdinov | URS  |
| Zilver | Stojan Apostolov      | BUL  |
| Brons  | Gian-Matteo Ranzi     | ITA  |
| 4      | Manfred Schöndorfer   | FRG  |
| 5      | Takashi Tanoue        | JPN  |
| 6      | Seyit Hışırlı         | TUR  |
| 6      | Antal Steer           | HUN  |
| 8      | Sreten Damjanović     | YUG  |

#### weltergewicht (tot 74 kg)
| rang   | sporter              | land |
| ------ | -------------------- | ---- |
| Goud   | Vítězslav Mácha      | TCH  |
| Zilver | Petros Galaktopoulos | GRE  |
| Brons  | Jan Karlsson         | SWE  |
| 4      | Ivan Kolev           | BUL  |
| 5      | Momir Kecman         | YUG  |
| 6      | Daniel Robin         | FRA  |
| 7      | Klaus-Jürgen Pohl    | GDR  |
| 8      | Werner Schröter      | FRG  |

#### middengewicht (tot 82 kg)
| rang   | sporter           | land |
| ------ | ----------------- | ---- |
| Goud   | Csaba Hegedűs     | HUN  |
| Zilver | Anatoli Nazarenko | URS  |
| Brons  | Milan Nenadić     | YUG  |
| 4      | Miroslav Janota   | TCH  |
| 5      | Ion Gabor         | ROU  |
| 5      | Frank Hartmann    | GDR  |
| 7      | Ali Yağmur        | TUR  |
| 8      | Kiril Dimitrov    | BUL  |

#### halfzwaargewicht (tot 90 kg)
| rang   | sporter            | land |
| ------ | ------------------ | ---- |
| Goud   | Valeri Rezantsev   | URS  |
| Zilver | Josip Čorak        | YUG  |
| Brons  | Czesław Kwieciński | POL  |
| 4      | József Pércsi      | HUN  |
| 5      | Håkon Øverby       | NOR  |
| 6      | Nicolae Neguţ      | ROU  |
| 6      | Kimiichi Tani      | JPN  |
| 6      | Günter Kowalewski  | FRG  |

#### zwaargewicht (tot 100 kg)
| rang   | sporter              | land |
| ------ | -------------------- | ---- |
| Goud   | Nicolae Martinescu   | ROU  |
| Zilver | Nikolai Jakovenko    | URS  |
| Brons  | Ferenc Kiss          | HUN  |
| 4      | Hristo Ignatov       | BUL  |
| 5      | Fredi Albrecht       | GDR  |
| 6      | Tore Hem             | NOR  |
| 6      | Andrzej Skrzydlewski | POL  |
| 6      | Rudolf Lüscher       | SUI  |

#### superzwaargewicht (boven 100 kg)
| rang   | sporter           | land |
| ------ | ----------------- | ---- |
| Goud   | Anatoli Rosjtsjin | URS  |
| Zilver | Aleksandr Tomov   | BUL  |
| Brons  | Victor Dolipschi  | ROU  |
| 4      | József Csatári    | HUN  |
| 5      | Wilfried Dietrich | FRG  |
| 6      | Ištvan Semeredi   | YUG  |
| 7      | Petr Kment        | TCH  |
| 8      | Miguel Zambrano   | PER  |
| 8      | Tomomi Tsuruta    | JPN  |
| 8      | Chris Taylor      | USA  |
| 8      | Raimo Karlsson    | FIN  |
| 8      | Edward Wojda      | POL  |

### Vrije stijl

#### licht vlieggewicht (tot 48 kg)
| rang   | sporter            | land |
| ------ | ------------------ | ---- |
| Goud   | Roman Dmitrijev    | URS  |
| Zilver | Ognjan Nikolov     | BUL  |
| Brons  | Ebrahim Javadipour | IRI  |
| 4      | Sefer Baygın       | TUR  |
| 5      | lon Arapu          | ROU  |
| 6      | Masahiko Umeda     | JPN  |
| 7      | Sergio Gonzalez    | USA  |
| 7      | Jürgen Möbius      | GDR  |

#### vlieggewicht (tot 52 kg)
| rang   | sporter             | land |
| ------ | ------------------- | ---- |
| Goud   | Kiyomi Kato         | JPN  |
| Zilver | Arsen Alakhverdijev | URS  |
| Brons  | Kim Gwong Hyong     | PRK  |
| 4      | Sudesh Kumar        | IND  |
| 5      | Petre Ciarnău       | ROU  |
| 6      | Gordon Bertie       | CAN  |
| 7      | Henrik Gál          | HUN  |
| 7      | John Kinsella       | AUS  |

#### bantamgewicht (tot 57 kg)
| rang   | sporter          | land |
| ------ | ---------------- | ---- |
| Goud   | Hideaki Yanagida | JPN  |
| Zilver | Richard Sanders  | USA  |
| Brons  | László Klinga    | HUN  |
| 4      | Prem Premnath    | IND  |
| 5      | Ivan Sjavov      | BUL  |
| 6      | Horst Mayer      | GDR  |
| 7      | Ramezan Kheder   | IRI  |
| 8      | Jorge Ramos      | CUB  |

#### vedergewicht (tot 62 kg)
| rang   | sporter                  | land |
| ------ | ------------------------ | ---- |
| Goud   | Zagalav Abdoelbekov      | URS  |
| Zilver | Vehbi Akdağ              | TUR  |
| Brons  | Ivan Krastev             | BUL  |
| 4      | Kiyoshi Abe              | JPN  |
| 5      | Shamseddin Seyed-Abbassi | IRI  |
| 6      | Petre Coman              | ROU  |
| 7      | Joseph Burge House       | GUA  |
| 8      | Gerhard Weisenberger     | FRG  |

#### lichtgewicht (tot 68 kg)
| rang   | sporter                | land |
| ------ | ---------------------- | ---- |
| Goud   | Dan Gable              | USA  |
| Zilver | Kikuo Wada             | JPN  |
| Brons  | Roeslan Asjoeralijev   | URS  |
| 4      | Ali Şahin              | TUR  |
| 5      | Tsedendamba Natsagdorj | MGL  |
| 6      | Udo Schröder           | GDR  |
| 7      | Włodzimierz Cieślak    | POL  |
| 8      | József Rusznyák        | HUN  |

#### weltergewicht (tot 74 kg)
| rang   | sporter           | land |
| ------ | ----------------- | ---- |
| Goud   | Wayne Wells       | USA  |
| Zilver | Jan Karlsson      | SWE  |
| Brons  | Adolf Seger       | FRG  |
| 4      | Jantsjo Pavlov    | BUL  |
| 5      | Daniel Robin      | FRA  |
| 6      | Mansour Barzegar  | IRI  |
| 7      | Wolfgang Nitschke | GDR  |
| 8      | Miklós Urbanovics | HUN  |

#### middengewicht (tot 82 kg)
| rang   | sporter            | land |
| ------ | ------------------ | ---- |
| Goud   | Levan Tediasjvili  | URS  |
| Zilver | John Peterson      | USA  |
| Brons  | Vasile lorga       | ROU  |
| 4      | Horst Stottmeister | GDR  |
| 5      | Tatsuo Sasaki      | JPN  |
| 6      | Peter Neumair      | FRG  |
| 7      | Kurt Elmgren       | SWE  |
| 8      | Jan Wypiórczyk     | POL  |

#### halfzwaargewicht (tot 90 kg)
| rang   | sporter              | land |
| ------ | -------------------- | ---- |
| Goud   | Benjamin Peterson    | USA  |
| Zilver | Gennadi Strakhov     | URS  |
| Brons  | Károly Bajkó         | HUN  |
| 4      | Roessi Petrov        | BUL  |
| 5      | Reza Hosaini Khorami | IRI  |
| 5      | Barbaro Morgan       | CUB  |
| 7      | Günter Spindler      | GDR  |
| 8      | Mehmet Güçlü         | TUR  |

#### zwaargewicht (tot 100 kg)
| rang   | sporter            | land |
| ------ | ------------------ | ---- |
| Goud   | Ivan Jarygin       | URS  |
| Zilver | Khorloo Baianmonkh | MGL  |
| Brons  | József Csatári     | HUN  |
| 4      | Vassil Todorov     | BUL  |
| 5      | Enache Panait      | ROU  |
| 6      | Ryszard Długosz    | POL  |
| 7      | Abolfazl Anvari    | IRI  |
| 8      | Julio Tamussin     | ITA  |

#### superzwaargewicht (boven 100 kg)
| rang   | sporter                | land |
| ------ | ---------------------- | ---- |
| Goud   | Aleksandr Medved       | URS  |
| Zilver | Osman Doeraljev        | BUL  |
| Brons  | Chris Taylor           | USA  |
| 4      | Moslem Eskandar Filabi | IRI  |
| 5      | Wilfried Dietrich      | FRG  |
| 6      | Peter Germer           | GDR  |
| 7      | Ştefan Stîngu          | ROU  |
| 8      | Stanisław Makowiecki   | POL  |

## Medaillespiegel
| rang   | land                     | goud | zilver | brons | totaal |
| ------ | ------------------------ | ---- | ------ | ----- | ------ |
| 1      | Sovjet-Unie              | 9    | 4      | 1     | 14     |
| 2      | Verenigde Staten         | 3    | 2      | 1     | 6      |
| 3      | Bulgarije                | 2    | 4      | 2     | 8      |
| 4      | Japan                    | 2    | 2      | 0     | 4      |
| 5      | Roemenië                 | 2    | 0      | 2     | 4      |
| 6      | Hongarije                | 1    | 0      | 4     | 5      |
| 7      | Tsjecho-Slowakije        | 1    | 0      | 0     | 1      |
| 8      | Iran                     | 0    | 1      | 1     | 2      |
| 8      | Joegoslavië              | 0    | 1      | 1     | 2      |
| 8      | Bondsrepubliek Duitsland | 0    | 1      | 1     | 2      |
| 8      | Zweden                   | 0    | 1      | 1     | 2      |
| 12     | Griekenland              | 0    | 1      | 0     | 1      |
| 12     | Mongolië                 | 0    | 1      | 0     | 1      |
| 12     | DDR                      | 0    | 1      | 0     | 1      |
| 12     | Turkije                  | 0    | 1      | 0     | 1      |
| 16     | Italië                   | 0    | 0      | 2     | 2      |
| 16     | Polen                    | 0    | 0      | 2     | 2      |
| 18     | Finland                  | 0    | 0      | 1     | 1      |
| 18     | Noord-Korea              | 0    | 0      | 1     | 1      |
| totaal | totaal                   | 20   | 20     | 20    | 60     |